# 象棋中局
中國象棋中局，是雙方在象棋佈完局後，展開攻防，運用各種戰術技巧來獲取優勢及消減對方子力。講究隨機應變，要運用運子、兌換、棄子、先棄後取和獻子的各種戰術，子力綜合使用，組成精彩的戰術組合和連珠妙著。 戰術是複雜的概念。

## 戰術
- 挪：騰挪，移運關鍵棋子以調整陣形。
- 抽：一面叫將，一面吃子或要吃子。
- 捉：威脅要吃掉對方無根的棋子。
- 跟：跟者对方有根的棋子移动，待对方的棋子一移动到无根的位置便在下一步吃掉。
- 兌：以己方有根的棋子威脅要吃掉對方有根的棋子。
- 獻：把己方無根的棋子放在對方能吃掉的位置上，泛指以棄子引離為目的戰術。
- 牽：守著對方棋子的去路或威脅要吃對方的棋子，使其無法動彈。
- 攔：以有根的棋子堵住對方棋子往某方向的路。
- 閒：泛指一切不直接叫吃或叫將的著手。
- 逐：驅逐棋子，通常為了佔線、爭先、取勢。
- 運：把己方棋子移動到能制約對方的位置上，包括等待對方失位的頓挫戰術。
- 棄：捨棄己方子力，以求更高的實利或勝勢。